# 愛宕山事件

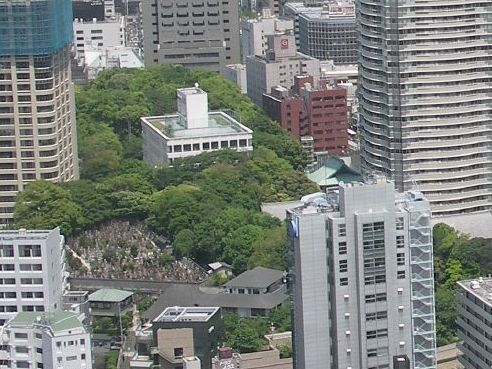
現在の愛宕山

愛宕山事件（あたごやまじけん）は、1945年8月15日東京都芝区（現在の港区）の愛宕山で右翼団体構成員が第二次世界大戦の日本の降伏終戦に反対して篭城した事件である。尊攘義軍事件とも。

## 概要
1945年（昭和20年）8月15日の昼に、日本がポツダム宣言を受諾し連合国に降伏することが昭和天皇による玉音放送によって発表されると、降伏に反対する右翼団体「尊攘同志会」の首領・飯島与志雄ら12名が愛宕山に篭城した。
御聖断は下ったのにもかかわらず、飯島らは抗戦派軍人の決起を期待し、これに呼応するため日本刀や拳銃、手榴弾等で武装していた。
これを知った警視庁では約70名の警官隊を動員し、愛宕山を包囲、投降を呼びかけた。飯島らは説得を拒否し立て篭り続けたため、22日午後6時頃、警官隊が発砲し突入、追いつめられた飯島らは手榴弾で自決を図り、10名が死亡、2名が捕えられた。

## その他
港区の愛宕神社境内に同事件の慰霊碑がある。